# Fritissa
Fritissa (en àrab افرطيسة, Ifriṭīsa; en amazic ⴼⵕⵉⵟⵉⵙⴰ) és una comuna rural de la província de Boulemane, a la regió de Fes-Meknès, al Marroc. Segons el cens de 2014 tenia una població total de 29.460 persones.